# Matías Leonicio
Matías Sebastián Leonicio Álvarez (Santiago, 24 de noviembre de 1976) es un músico y actual vocalista de la banda Nuclear.
En 2004, Matías Leonicio se une a la banda de thrash metal, Bioterror. Sin embargo, abandona la banda sin previo aviso, por el poco compromiso de sus compañeros al momento de avanzar con el proyecto . Al año siguiente, se integraría como nuevo vocalista de Nuclear y reemplazando al anterior vocalista, Mauricio Poblete.
En 2015 Matías Leonicio y Nuclear lanzan el quinto álbum titulado "Formula for Anarchy", lo cual le permitió junto con la banda hacer múltiples de giras por Europa y en la aparición en Brutal Assault 2015.
En 2016, El álbum "Formula for Anarchy" fue nominado en la categoría "Mejor Artista Metal" en los Premios Pulsar 2016.

## Discografía
Bioterror
- 2004 – Proyecto Caos (Demo)

Nuclear
- 2006 – Heaven Denied
- 2008 – Ten Broken Codes
- 2009 – Mosh Detonation Live Bootleg 2009 (Álbum en vivo)
- 2010 – Jehovirus
- 2012 – Live at Teatro Novedades (Álbum en vivo)
- 2012 – Apatrida (EP)
- 2013 – Inner Hate / Selective Procreations (Split)
- 2015 – Formula for Anarchy
- 2020 – Murder Of Crows